# Pseudonannolene tricolor
Pseudonannolene tricolor är en mångfotingart som beskrevs av Henri W. Brölemann 1901. Pseudonannolene tricolor ingår i släktet Pseudonannolene och familjen Pseudonannolenidae. Utöver nominatformen finns också underarten P. t. gracilis.